# Korpiklaani
Korpiklani (fin. Korpiklaani) je finski folk metal bend.

## O bendu
Počeci benda mogu se pratit od Šamani Dua, te kasnije benda Šaman. Godine 2003. uzimaju sadašnje ime, dolazi do promene muzičkog stila, te počinju pisat pesme i na engleskom jeziku. Ime Korpiklani na finskom znači Klan divljine. Do sada su objavili ukupno šest studijskih albuma, prvi Spirit of the Forest 2003. godine, a zasada poslednji Rankarumpu (2024). Objavili su i dva singla, "Keep on Galloping" i "Vodka". Najčešće teme njihovih pesama su mitovi, priroda te alkohol.

## Članovi benda
Sadašnja postava
- Jone Jarvela - vokal, gitara (2003)
- Kale "Kejn" Savijarvi - gitara (2003)
- Jarko Altonen - bas gitara (2005)
- Mati "Metson" Johanson - bubnjevi (2003)
- Jako "Hitavajnen" Lemeti - violina, jouhiko, gajde, frula (2003)
- Juho Kaupinen - harmonika (2004)

## Diskografija
Studijski albumi
- (2003)
- (2005)
- (2006)
- (2007)
- (2008)
- (2009)
- (2011)
- (2012)
- (2015)
- (2018)
- (2021)

## Spoljašnje veze
- Zvanična prezentacija benda